# Olympia Mörfelden
Olympia Mörfelden ist ein Sportkegelclub aus Mörfelden-Walldorf.

## Geschichte
Der Verein wurde 1946 als Dienstag’s Kegelclub in der Gaststätte Frankfurter Hof in Mörfelden gegründet. Nachdem am 4. April 1947 die Fachgruppe Sportkegeln des Landessportverbandes Hessen in Frankfurt am Main gegründet wurde, entstand unter dem Namen SKV Mörfelden eine Sportkegelgruppe aus Mitgliedern der drei bestehenden Vereine Waldborn, Medde Druff und Olympia.
1951 nahm die erste Mannschaft, zu der Mitglieder aller Vereine gehörten, erstmals an den Deutschen Meisterschaften in Hannover teil. Von Olympia Mörfelden gehörte Ludwig Dammel zu dieser Mannschaft. Zudem konnte das Vereinsmitglied Horst Dickhaut bei den Deutschen Jugendmeisterschaften im gleichen Jahr den Vizemeistertitel erringen.
1954 erfolgte die Umstellung auf das kombinierte Kegeln, während vorher nur in die Vollen gekegelt wurde. Im Jahre 1957 wurde Olympia Mörfelden Hessischer Vizemeister und konnte sich damit für die Deutsche Meisterschaft qualifizieren.
Nachdem der Verein 1985 Deutscher Meister wurde, nahm er am Europapokal der Landesmeister in Zagreb teil und wurde dort hinter Medvesac Zagreb Zweiter. In der Saison 1985/86 konnte Olympia den Meistertitel aus dem Vorjahr erfolgreich verteidigen. Mit 100.446 Holz, einem neuen Rekord, schloss Olympia die Saison ab.
Im Spieljahr 1986/87 konnte sich das Bundesligateam erneut den Meistertitel sichern und wurde zum dritten Mal in Folge Deutscher Meister. Bei der kurz darauf folgenden Teilnahme am Europapokal konnte sich Olympia Mörfelden ebenfalls den Titel sichern. Auch in der folgenden Saison 1987/88 erreichte Olympia Mörfelden die Deutsche Meisterschaft. Bei den deutschen Einzelmeisterschaften im Juni 1988 in München wird Mannschaftskapitän Jürgen Fleischer zudem auch im Einzelkegeln Deutscher Meister. Vereinsmitglied Frank Keller wurde Achter. Im Europapokal der Landesmeister im Oktober 1988 im italienischen Bozen wird der Verein Vizemeister und muss sich dabei nur dem Meister aus Rumänien geschlagen geben.
In der Saison 1988/89 wird Mörfelden erstmals nach vier Titeln nur Vizemeister bei der Deutschen Meisterschaft und muss sich dabei Rot Weiß Sandhausen geschlagen geben, die in beiden Jahren zuvor jeweils nur Vizemeister waren. Olympia Mörfelden kann jedoch im Europapokal in München erneut den Titel gewinnen. Nachdem in den Saisons 1989/90 und 1990/91 die Mannschaft in der Meisterschaft den 3. und 4. Platz erreichte, reichte es in der Saison 1991/92 nur für den 8. Platz. Damit stieg die Mannschaft in die 2. Bundesliga-Nord ab. In der ersten Zweitligasaison 1992/93 wurde die Mannschaft hinter Vollkugel Eppelheim Zweiter. Nur ein Jahr später gelang der Mannschaft jedoch der Wiederaufstieg in die 1. Bundesliga. 1996 konnte Mannschaftskapitän Jürgen Fleischer zum dritten Mal in seiner Laufbahn Deutscher Einzelmeister werden. Auch bei den Weltmeisterschaften in Prag im Mai 1996 war Fleischer erfolgreich. Mit der Nationalmannschaft wurde er Weltmeister, im Paarkampf Bronzemedaillengewinner, im Einzel und in der Kombination Vizeweltmeister. Damit war er erfolgreichster Teilnehmer dieser Weltmeisterschaft.
Nach der Saison 1999/2000 musste er der Verein erneut in die 2. Bundesliga Nord absteigen, stieg aber nach nur einem Jahr wieder auf. Seitdem spielt die Mannschaft erstklassig, muss jedoch jährlich um den Klassenerhalt kämpfen.
2008 wurde Olympia Mörfelden im kroatischen Zagreb NBC-Pokalsieger gegen KK Adrianeon Rijeka.
In der Saison 2010/2011 sowie 2011/2012 erspielten sich die Olympianer die Meisterschaft in der höchsten Deutschen Classic Liga und wurden somit Deutscher Meister über 200 Wurf.
In der Saison 2015/2016 konnte Olympia Mörfelden zuhause ungeschlagen bleiben und sicherte am 9. April 2016 mit einem 6.165:5.950 Heimsieg gegen den Deutschen Rekordmeister VKC Eppelheim den 7. nationalen Mannschaftstitel.